# Bas Kuipers
Bas Kuipers, né le 17 août 1994 à Amsterdam aux Pays-Bas, est un footballeur néerlandais qui évolue au poste d'arrière gauche au FC Twente.

## Biographie

### En club
Né à Amsterdam aux Pays-Bas, Bas Kuipers est notamment formé par l'Ajax Amsterdam. Il fait ses débuts en professionnel avec l'équipe réserve du club, le Jong Ajax, découvrant notamment la deuxième division néerlandaise le 30 août 2013, contre l'équipe réserve du FC Twente. Il est titularisé et son équipe l'emporte par deux buts à un.
Il inscrit son premier but pour le Jong Ajax le 9 décembre 2013, lors d'une rencontre de championnat face au Jong PSV (en). Il est titularisé et les deux équipes se neutralisent ce jour-là (2-2 score final).
Le 4 août 2014, Bas Kuipers est prêté à l'Excelsior Rotterdam pour une saison. C'est avec ce club qu'il découvre l'Eredivise, l'élite du football néerlandais. Il joue son premier match avec sa nouvelle équipe dans cette compétition, le 30 août 2014, face à l'Heracles Almelo. Il entre en jeu à la place de Elso Brito (en) et son équipe l'emporte par trois buts à un.
Le 19 juin 2015 est annoncé le transfert définitif de Bas Kuipers à l'Excelsior Rotterdam. Il signe un contrat de deux ans.
Le 6 juillet 2017, Bas Kuipers rejoint l'ADO La Haye. Il y retrouve un entraîneur qu'il a notamment connu à l'Excelsior Rotterdam, Alfons Groenendijk.
Après un essai concluant de trois jours, Bas Kuipers signe en faveur du NEC Nimègue le 7 août 2019. Il signe un contrat d'un an plus une année supplémentaire en option,.
Le 6 juillet 2020, Bas Kuipers s'engage librement avec les Go Ahead Eagles. Il signe un contrat de deux ans. Lors de cette saison 2020-2021, il contribue à la remontée du club en première division, les Eagles terminant deuxième du championnat. S'étant imposé dès sa première saison avec un total de 5 buts et 4 passes décisives en 36 matchs, il prolonge son contrat avec le club basé à Deventer le 29 mai 2021, étant alors lié au club jusqu'en juin 2024.
Devenu un joueur important des Go Ahead Eagles, notamment grâce à sa régularité, il est nommé capitaine de l'équipe en 2021.
Lors de l'été 2024, Bas Kuipers rejoint le FC Twente. Le transfert est annoncé dès le 28 mai 2024 et il signe un contrat de quatre ans, soit jusqu'en juin 2028,.

### En sélection
Bas Kuipers joue son premier match avec l'équipe des Pays-Bas espoirs le 27 mai 2015, face au Costa Rica. Il est titularisé et son équipe l'emporte par trois buts à deux.